# Élections départementales de 2021 dans l'Aude
Les élections départementales dans l'Aude ont lieu les 20 et 27 juin 2021.

## Contexte départemental

### Assemblée départementale sortante
Avant les élections, le Conseil départemental de l'Aude est présidé par Hélène Sandragné (PS).
Il comprend 38 conseillers départementaux issus des 19 cantons de l'Aude.
| Présidente du Conseil départemental |       |       |      |                         |
| Hélène Sandragné (PS)               |       |       |      |                         |
| Parti                               | Sigle | Sigle | Élus | Groupes                 |
| Majorité (36 sièges)                |       |       |      |                         |
| Parti socialiste                    |       | PS    | 31   | Majorité départementale |
| Divers gauche                       |       | DVG   | 3    | Majorité départementale |
| Parti radical de gauche             |       | PRG   | 2    | Majorité départementale |
| Opposition (2 sièges)               |       |       |      |                         |
| Les Républicains                    |       | LR    | 1    | Non-inscrits            |
| Divers droite                       |       | DVD   | 1    | Non-inscrits            |

## Système électoral
Les élections ont lieu au scrutin majoritaire binominal à deux tours. Le système est paritaire : les candidatures sont présentées sous la forme d'un binôme composé d'une femme et d'un homme avec leurs suppléants (une femme et un homme également).
Pour être élu au premier tour, un binôme doit obtenir la majorité absolue des suffrages exprimés et un nombre de suffrages au moins égal à 25 % des électeurs inscrits. Si aucun binôme n'est élu au premier tour, seuls peuvent se présenter au second tour les binômes qui ont obtenu un nombre de suffrages au moins égal à 12,5 % des électeurs inscrits, sans possibilité pour les binômes de fusionner. Est élu au second tour le binôme qui obtient le plus grand nombre de voix.

## Résultats à l'échelle du département

### Résultats par nuances du ministère de l'Intérieur
Les nuances utilisées par le ministère de l'Intérieur ne tiennent pas compte des alliances locales.
| Binômes                  | Binômes                             | Binômes                  | Premier tour | Premier tour | Premier tour | Second tour | Second tour   | Second tour | Total | +/-           |  |
| Binômes                  | Binômes                             | Binômes                  | Voix         | %            | Sièges       | Voix        | %             | Sièges      | Total | +/-           |  |
| ------------------------ | ----------------------------------- | ------------------------ | ------------ | ------------ | ------------ | ----------- | ------------- | ----------- | ----- | ------------- |  |
|                          | Union à gauche avec des écologistes | UGE                      | 48 548       | 47,57        | 10           | 37 471      | 49,26         | 22          | 32    | 4             |  |
|                          | Rassemblement national              | RN                       | 30 345       | 29,73        | 0            | 21 838      | 28,71         | 0           | 0     | en stagnation |  |
|                          | Divers droite                       | DVD                      | 9 411        | 9,22         | 0            | 6 614       | 8,70          | 4           | 4     | 2             |  |
|                          | Divers centre                       | DVC                      | 5 475        | 5,36         | 0            | 2 982       | 3,92          | 0           | 0     | en stagnation |  |
|                          | Divers gauche                       | DVG                      | 3 255        | 3,19         | 0            | 4 611       | 6,06          | 2           | 2     | 2             |  |
|                          | Les Républicains                    | LR                       | 2 314        | 2,27         | 0            | 2 545       | 3,35          | 0           | 0     | en stagnation |  |
|                          | La France insoumise                 | FI                       | 1 118        | 1,10         | 0            |             |               |             | 0     | en stagnation |  |
|                          | Écologistes                         | ECO                      | 756          | 0,74         | 0            | 0           | en stagnation |             |       |               |  |
|                          | Divers                              | DIV                      | 597          | 0,58         | 0            | 0           | en stagnation |             |       |               |  |
|                          | Droite souverainiste                | DSV                      | 236          | 0,23         | 0            | 0           | en stagnation |             |       |               |  |
|                          |                                     |                          |              |              |              |             |               |             |       |               |  |
| Suffrages exprimés       | Suffrages exprimés                  | Suffrages exprimés       | 102 055      | 93,71        |              | 76 061      | 91,54         |             |       |               |  |
| Votes blancs             | Votes blancs                        | Votes blancs             | 3 912        | 3,59         | 3 988        | 4,80        |               |             |       |               |  |
| Votes nuls               | Votes nuls                          | Votes nuls               | 2 936        | 2,70         | 3 044        | 3,66        |               |             |       |               |  |
| Total                    | Total                               | Total                    | 108 903      | 100          | 10           | 83 093      | 100           | 28          | 38    | en stagnation |  |
| Abstentions              | Abstentions                         | Abstentions              | 165 191      | 60,27        |              | 124 772     | 60,03         |             |       |               |  |
| Inscrits / participation | Inscrits / participation            | Inscrits / participation | 274 094      | 39,73        | 207 865      | 39,97       |               |             |       |               |  |

### Élus par canton
| Canton                          | Conseiller Sortant          | Parti | Parti | Conseiller Élu              | Parti | Parti |
| ------------------------------- | --------------------------- | ----- | ----- | --------------------------- | ----- | ----- |
| La Piège au Razès               | Marie-Christine Bourrel     |       | PS    | Marie-Christine Bourrel     |       | PS    |
| La Piège au Razès               | André Viola                 |       | PS    | André Viola                 |       | PS    |
| Carcassonne-1                   | Chloé Danillon-Banquet      |       | PS    | Magali Bardou               |       | DVD   |
| Carcassonne-1                   | Michel Molhérat             |       | PS    | François Mourad             |       | DVD   |
| Carcassonne-2                   | Philippe Cazanave           |       | PS    | Thierry Lecina              |       | PS    |
| Carcassonne-2                   | Tamara Rivel                |       | PS    | Tamara Rivel                |       | PS    |
| Carcassonne-3                   | Slone Gautier               |       | PS    | Maria Conquet               |       | PS    |
| Carcassonne-3                   | Jean-Noël Lloze             |       | PS    | Daniel Dediès               |       | EÉLV  |
| Le Bassin chaurien              | Éliane Brunel               |       | PS    | Éliane Brunel               |       | PS    |
| Le Bassin chaurien              | Patrick Maugard             |       | DVG   | Patrick Maugard             |       | DVG   |
| Les Basses Plaines de l'Aude    | Didier Aldebert             |       | DVG   | Didier Aldebert             |       | DVG   |
| Les Basses Plaines de l'Aude    | Séverine Mateille           |       | PRG   | Séverine Mateille           |       | PRG   |
| Les Corbières                   | Hervé Baro                  |       | PS    | Hervé Baro                  |       | PS    |
| Les Corbières                   | Isabelle Géa                |       | PS    | Kattalyn Fortuné            |       | EÉLV  |
| Le Lézignanais                  | Valérie Dumontet            |       | PS    | Valérie Dumontet            |       | PS    |
| Le Lézignanais                  | Jules Escaré                |       | PS    | Sébastien Gasparini         |       | PCF   |
| La Région-Limouxine             | Pierre Bardies              |       | PS    | Pierre Durand               |       | PS    |
| La Région-Limouxine             | Rose-Marie Jalabert-Tailhan |       | PS    | Marie-Ange Larruy           |       | PCF   |
| La Malepère à la Montagne Noire | Régis Banquet               |       | PS    | Paul Griffe                 |       | PS    |
| La Malepère à la Montagne Noire | Stéphanie Hortala           |       | PS    | Chloé Danillon              |       | PS    |
| Narbonne-1                      | Nicolas Sainte-Cluque       |       | PS    | Francis Morlon              |       | EÉLV  |
| Narbonne-1                      | Magali Vergnes              |       | PS    | Magali Vergnes              |       | PS    |
| Narbonne-2                      | Catherine Bossis            |       | PS    | Sandrine Sirvent            |       | EÉLV  |
| Narbonne-2                      | Jean-Luc Durand             |       | PRG   | Jean-Luc Durand             |       | PRG   |
| Narbonne-3                      | Patrick François            |       | PS    | Patrick François            |       | PS    |
| Narbonne-3                      | Hélène Sandragné            |       | PS    | Hélène Sandragné            |       | PS    |
| Haute-Vallée de l'Aude          | Anne-Marie Bohic-Cortes     |       | PS    | Joëlle Chalavoux            |       | EÉLV  |
| Haute-Vallée de l'Aude          | Francis Savy                |       | PS    | Anthony Chanaud             |       | DVG   |
| Haut-Minervois                  | Alain Ginies                |       | PS    | Alain Ginies                |       | PS    |
| Haut-Minervois                  | Françoise Navarro-Estalle   |       | PS    | Françoise Navarro-Estalle   |       | PS    |
| Sud-Minervois                   | Dominique Godefroid         |       | PS    | Danielle Dura               |       | DVG   |
| Sud-Minervois                   | Christian Lapalu            |       | DVG   | Christian Lapalu            |       | DVG   |
| Corbières Méditerranée          | Henri Martin                |       | DVD   | Henri Martin                |       | DVD   |
| Corbières Méditerranée          | Marie-Christine Théron-Chet |       | LR    | Marie-Christine Théron-Chet |       | LR    |
| La Montagne d'Alaric            | Robert Alric                |       | PS    | Philippe Rappeneau          |       | PS    |
| La Montagne d'Alaric            | Caroline Cathala            |       | PS    | Caroline Cathala            |       | PS    |
| La Vallée de l'Orbiel           | Muriel Cherrier             |       | PS    | Muriel Cherrier             |       | PS    |
| La Vallée de l'Orbiel           | Christian Raynaud           |       | PS    | Christian Raynaud           |       | PS    |

## Résultats par canton
Les binômes sont présentés par ordre décroissant des résultats au premier tour. En cas de victoire au second tour du binôme arrivé en deuxième place au premier, ses résultats sont indiqués en gras.

### Canton des Basses Plaines de l'Aude
| Candidats                | Candidats                | Partis                   | Nuance                   | Premier tour | Premier tour | Second tour | Second tour |
| Candidats                | Candidats                | Partis                   | Nuance                   | Voix         | %            | Voix        | %           |
| ------------------------ | ------------------------ | ------------------------ | ------------------------ | ------------ | ------------ | ----------- | ----------- |
|                          | Didier Aldebert          | DVG                      | UGE                      | 3 730        | 63,34        | 3 982       | 64,71       |
|                          | Séverine Roger-Mateille  | PRG                      | UGE                      | 3 730        | 63,34        | 3 982       | 64,71       |
|                          | Marie-José Mateu         | RN                       | RN                       | 2 159        | 36,66        | 2 172       | 35,29       |
|                          | Bruno Pena               | RN                       | RN                       | 2 159        | 36,66        | 2 172       | 35,29       |
|                          |                          |                          |                          |              |              |             |             |
| Suffrages exprimés       | Suffrages exprimés       | Suffrages exprimés       | Suffrages exprimés       | 5 889        | 93,12        | 6 154       | 93,83       |
| Votes blancs             | Votes blancs             | Votes blancs             | Votes blancs             | 244          | 3,86         | 197         | 3,00        |
| Votes nuls               | Votes nuls               | Votes nuls               | Votes nuls               | 191          | 3,02         | 208         | 3,17        |
| Total                    | Total                    | Total                    | Total                    | 6 324        | 100          | 6 559       | 100         |
| Abstention               | Abstention               | Abstention               | Abstention               | 11 356       | 64,23        | 11 126      | 62,91       |
| Inscrits / participation | Inscrits / participation | Inscrits / participation | Inscrits / participation | 17 680       | 35,77        | 17 685      | 37,09       |

### Canton du Bassin chaurien
| Candidats                | Candidats                | Partis                   | Nuance                   | Premier tour | Premier tour |
| Candidats                | Candidats                | Partis                   | Nuance                   | Voix         | %            |
| ------------------------ | ------------------------ | ------------------------ | ------------------------ | ------------ | ------------ |
|                          | Éliane Brunel            | PS                       | UGE                      | 3 972        | 70,70        |
|                          | Patrick Maugard          | DVG                      | UGE                      | 3 972        | 70,70        |
|                          | Patricia Belmas          | RN                       | RN                       | 1 646        | 29,30        |
|                          | Marc Palacz              | RN                       | RN                       | 1 646        | 29,30        |
|                          |                          |                          |                          |              |              |
| Suffrages exprimés       | Suffrages exprimés       | Suffrages exprimés       | Suffrages exprimés       | 5 618        | 92,13        |
| Votes blancs             | Votes blancs             | Votes blancs             | Votes blancs             | 287          | 4,71         |
| Votes nuls               | Votes nuls               | Votes nuls               | Votes nuls               | 193          | 3,16         |
| Total                    | Total                    | Total                    | Total                    | 6 098        | 100          |
| Abstention               | Abstention               | Abstention               | Abstention               | 9 183        | 60,09        |
| Inscrits / participation | Inscrits / participation | Inscrits / participation | Inscrits / participation | 15 281       | 39,91        |

### Canton de Carcassonne-1
| Candidats                | Candidats                | Partis                   | Nuance                   | Premier tour | Premier tour | Second tour | Second tour |
| Candidats                | Candidats                | Partis                   | Nuance                   | Voix         | %            | Voix        | %           |
| ------------------------ | ------------------------ | ------------------------ | ------------------------ | ------------ | ------------ | ----------- | ----------- |
|                          | Michel Molhérat          | PS                       | UGE                      | 1 133        | 36,62        | 1 489       | 45,52       |
|                          | Delphine Verniol         | EÉLV                     | UGE                      | 1 133        | 36,62        | 1 489       | 45,52       |
|                          | Magali Bardou            | DVD                      | DVD                      | 1 059        | 34,23        | 1 782       | 54,48       |
|                          | François Mourad          | DVD                      | DVD                      | 1 059        | 34,23        | 1 782       | 54,48       |
|                          | Dominique Escriva        | RN                       | RN                       | 902          | 29,15        |             |             |
|                          | Dominique Kerrinckx      | RN                       | RN                       | 902          | 29,15        |             |             |
|                          |                          |                          |                          |              |              |             |             |
| Suffrages exprimés       | Suffrages exprimés       | Suffrages exprimés       | Suffrages exprimés       | 3 094        | 94,13        | 3 271       | 89,37       |
| Votes blancs             | Votes blancs             | Votes blancs             | Votes blancs             | 103          | 3,13         | 212         | 5,79        |
| Votes nuls               | Votes nuls               | Votes nuls               | Votes nuls               | 90           | 2,74         | 177         | 4,84        |
| Total                    | Total                    | Total                    | Total                    | 3 287        | 100          | 3 660       | 100         |
| Abstention               | Abstention               | Abstention               | Abstention               | 6 118        | 65,05        | 5 750       | 61,11       |
| Inscrits / participation | Inscrits / participation | Inscrits / participation | Inscrits / participation | 9 405        | 34,95        | 9 410       | 38,89       |

### Canton de Carcassonne-2
| Candidats                | Candidats                | Partis                   | Nuance                   | Premier tour | Premier tour | Second tour | Second tour |
| Candidats                | Candidats                | Partis                   | Nuance                   | Voix         | %            | Voix        | %           |
| ------------------------ | ------------------------ | ------------------------ | ------------------------ | ------------ | ------------ | ----------- | ----------- |
|                          | Thierry Lecina           | PS                       | UGE                      | 2 194        | 39,52        | 3 357       | 62,05       |
|                          | Tamara Rivel             | PS                       | UGE                      | 2 194        | 39,52        | 3 357       | 62,05       |
|                          | Sandra Dubois            | RN                       | RN                       | 1 589        | 28,63        | 2 053       | 37,95       |
|                          | Edgar Montagné           | RN                       | RN                       | 1 589        | 28,63        | 2 053       | 37,95       |
|                          | Toni Carvajal            | DVD                      | DVD                      | 1 438        | 25,91        |             |             |
|                          | Annie Doutres            | DVD                      | DVD                      | 1 438        | 25,91        |             |             |
|                          | Rachid Imamouine         | LFI                      | FI                       | 330          | 5,94         |             |             |
|                          | Marine Toro              | LFI                      | FI                       | 330          | 5,94         |             |             |
|                          |                          |                          |                          |              |              |             |             |
| Suffrages exprimés       | Suffrages exprimés       | Suffrages exprimés       | Suffrages exprimés       | 5 551        | 95,10        | 5 410       | 91,09       |
| Votes blancs             | Votes blancs             | Votes blancs             | Votes blancs             | 184          | 3,15         | 313         | 5,27        |
| Votes nuls               | Votes nuls               | Votes nuls               | Votes nuls               | 102          | 1,75         | 216         | 3,64        |
| Total                    | Total                    | Total                    | Total                    | 5 837        | 100          | 5 939       | 100         |
| Abstention               | Abstention               | Abstention               | Abstention               | 8 875        | 60,32        | 8 775       | 59,64       |
| Inscrits / participation | Inscrits / participation | Inscrits / participation | Inscrits / participation | 14 712       | 39,68        | 14 714      | 40,36       |

### Canton de Carcassonne-3
| Candidats                | Candidats                | Partis                   | Nuance                   | Premier tour | Premier tour | Second tour | Second tour |
| Candidats                | Candidats                | Partis                   | Nuance                   | Voix         | %            | Voix        | %           |
| ------------------------ | ------------------------ | ------------------------ | ------------------------ | ------------ | ------------ | ----------- | ----------- |
|                          | Maria Conquet            | PS                       | UGE                      | 1 997        | 41,52        | 2 911       | 60,67       |
|                          | Daniel Dediès            | EÉLV                     | UGE                      | 1 997        | 41,52        | 2 911       | 60,67       |
|                          | Sonia Aumar              | RN                       | RN                       | 1 566        | 32,56        | 1 887       | 39,33       |
|                          | Maxime Bot               | RN                       | RN                       | 1 566        | 32,56        | 1 887       | 39,33       |
|                          | Lucien Flamant           | DVD                      | DVD                      | 1 247        | 25,93        |             |             |
|                          | Elodie Letao             | DVD                      | DVD                      | 1 247        | 25,93        |             |             |
|                          |                          |                          |                          |              |              |             |             |
| Suffrages exprimés       | Suffrages exprimés       | Suffrages exprimés       | Suffrages exprimés       | 4 810        | 93,96        | 4 798       | 90,00       |
| Votes blancs             | Votes blancs             | Votes blancs             | Votes blancs             | 175          | 3,42         | 337         | 6,32        |
| Votes nuls               | Votes nuls               | Votes nuls               | Votes nuls               | 134          | 2,62         | 196         | 3,68        |
| Total                    | Total                    | Total                    | Total                    | 5 119        | 100          | 5 331       | 100         |
| Abstention               | Abstention               | Abstention               | Abstention               | 9 010        | 63,77        | 8 802       | 62,28       |
| Inscrits / participation | Inscrits / participation | Inscrits / participation | Inscrits / participation | 14 129       | 36,23        | 14 133      | 37,72       |

### Canton des Corbières
| Candidats                | Candidats                | Partis                   | Nuance                   | Premier tour | Premier tour | Second tour | Second tour |
| Candidats                | Candidats                | Partis                   | Nuance                   | Voix         | %            | Voix        | %           |
| ------------------------ | ------------------------ | ------------------------ | ------------------------ | ------------ | ------------ | ----------- | ----------- |
|                          | Hervé Baro               | PS                       | UGE                      | 2 684        | 49,41        | 3 515       | 66,50       |
|                          | Kattalyn Fortuné         | EÉLV                     | UGE                      | 2 684        | 49,41        | 3 515       | 66,50       |
|                          | Francis Pla              | RN                       | RN                       | 1 421        | 26,16        | 1 771       | 33,50       |
|                          | Anne Pujol               | RN                       | RN                       | 1 421        | 26,16        | 1 771       | 33,50       |
|                          | Céline Cerda             | DVC                      | DVC                      | 1 327        | 24,43        |             |             |
|                          | Jean-Pierre Martinez     | DVC                      | DVC                      | 1 327        | 24,43        |             |             |
|                          |                          |                          |                          |              |              |             |             |
| Suffrages exprimés       | Suffrages exprimés       | Suffrages exprimés       | Suffrages exprimés       | 5 432        | 92,60        | 5 286       | 90,98       |
| Votes blancs             | Votes blancs             | Votes blancs             | Votes blancs             | 220          | 3,75         | 299         | 5,15        |
| Votes nuls               | Votes nuls               | Votes nuls               | Votes nuls               | 214          | 3,65         | 225         | 3,87        |
| Total                    | Total                    | Total                    | Total                    | 5 866        | 100          | 5 810       | 100         |
| Abstention               | Abstention               | Abstention               | Abstention               | 7 197        | 55,09        | 7 254       | 55,53       |
| Inscrits / participation | Inscrits / participation | Inscrits / participation | Inscrits / participation | 13 063       | 44,91        | 13 064      | 44,47       |

### Canton des Corbières Méditerranée
| Candidats                | Candidats                   | Partis                   | Nuance                   | Premier tour | Premier tour | Second tour | Second tour |
| Candidats                | Candidats                   | Partis                   | Nuance                   | Voix         | %            | Voix        | %           |
| ------------------------ | --------------------------- | ------------------------ | ------------------------ | ------------ | ------------ | ----------- | ----------- |
|                          | Henri Martin                | DVD                      | DVD                      | 3 650        | 48,11        | 4 832       | 65,87       |
|                          | Marie-Christine Théron-Chet | DVD                      | DVD                      | 3 650        | 48,11        | 4 832       | 65,87       |
|                          | Sully Meilliez              | RN                       | RN                       | 2 396        | 31,58        | 2 504       | 34,13       |
|                          | Laure-Emmanuelle Philippe   | RN                       | RN                       | 2 396        | 31,58        | 2 504       | 34,13       |
|                          | Marie-Laure Arripe          | EÉLV                     | UGE                      | 1 541        | 20,31        |             |             |
|                          | Josephe Lleres              | DVG                      | UGE                      | 1 541        | 20,31        |             |             |
|                          |                             |                          |                          |              |              |             |             |
| Suffrages exprimés       | Suffrages exprimés          | Suffrages exprimés       | Suffrages exprimés       | 7 587        | 95,46        | 7 336       | 91,19       |
| Votes blancs             | Votes blancs                | Votes blancs             | Votes blancs             | 211          | 2,65         | 413         | 5,13        |
| Votes nuls               | Votes nuls                  | Votes nuls               | Votes nuls               | 150          | 1,89         | 296         | 3,68        |
| Total                    | Total                       | Total                    | Total                    | 7 948        | 100          | 8 045       | 100         |
| Abstention               | Abstention                  | Abstention               | Abstention               | 12 460       | 61,05        | 12 364      | 60,58       |
| Inscrits / participation | Inscrits / participation    | Inscrits / participation | Inscrits / participation | 20 408       | 38,95        | 20 409      | 39,42       |

### Canton du Haut-Minervois
| Candidats                | Candidats                 | Partis                   | Nuance                   | Premier tour | Premier tour |
| Candidats                | Candidats                 | Partis                   | Nuance                   | Voix         | %            |
| ------------------------ | ------------------------- | ------------------------ | ------------------------ | ------------ | ------------ |
|                          | Alain Ginies              | PS                       | UGE                      | 3 161        | 65,50        |
|                          | Françoise Navarro-Estalle | PS                       | UGE                      | 3 161        | 65,50        |
|                          | Jean-Pierre Arnaud        | RN                       | RN                       | 1 665        | 34,50        |
|                          | Marjorie Vic              | RN                       | RN                       | 1 665        | 34,50        |
|                          |                           |                          |                          |              |              |
| Suffrages exprimés       | Suffrages exprimés        | Suffrages exprimés       | Suffrages exprimés       | 4 826        | 92,58        |
| Votes blancs             | Votes blancs              | Votes blancs             | Votes blancs             | 190          | 3,64         |
| Votes nuls               | Votes nuls                | Votes nuls               | Votes nuls               | 197          | 3,78         |
| Total                    | Total                     | Total                    | Total                    | 5 213        | 100          |
| Abstention               | Abstention                | Abstention               | Abstention               | 6 337        | 54,87        |
| Inscrits / participation | Inscrits / participation  | Inscrits / participation | Inscrits / participation | 11 550       | 45,13        |

### Canton de la Haute-Vallée de l'Aude
| Candidats                | Candidats                | Partis                   | Nuance                   | Premier tour | Premier tour | Second tour | Second tour |
| Candidats                | Candidats                | Partis                   | Nuance                   | Voix         | %            | Voix        | %           |
| ------------------------ | ------------------------ | ------------------------ | ------------------------ | ------------ | ------------ | ----------- | ----------- |
|                          | Joëlle Chalavoux         | EÉLV                     | UGE                      | 2 407        | 37,55        | 3 703       | 59,22       |
|                          | Anthony Chanaud          | DVG                      | UGE                      | 2 407        | 37,55        | 3 703       | 59,22       |
|                          | Pierre Castel            | LR                       | LR                       | 1 536        | 23,96        | 2 550       | 40,78       |
|                          | Cathy Vergé              | LR                       | LR                       | 1 536        | 23,96        | 2 550       | 40,78       |
|                          | Patrick Arnaud-Malrieu   | RN                       | RN                       | 1 077        | 16,80        |             |             |
|                          | Valérie Rice             | RN                       | RN                       | 1 077        | 16,80        |             |             |
|                          | Nadine L'Hénoret         | LFI                      | FI                       | 788          | 12,29        |             |             |
|                          | Bruno Prédès             | LFI                      | FI                       | 788          | 12,29        |             |             |
|                          | Lydia Ibanez             | DVC                      | DVC                      | 602          | 9,39         |             |             |
|                          | Jacky Ondedieu           | DVC                      | DVC                      | 602          | 9,39         |             |             |
|                          |                          |                          |                          |              |              |             |             |
| Suffrages exprimés       | Suffrages exprimés       | Suffrages exprimés       | Suffrages exprimés       | 6 410        | 95,74        | 6 253       | 91,03       |
| Votes blancs             | Votes blancs             | Votes blancs             | Votes blancs             | 165          | 2,46         | 347         | 5,05        |
| Votes nuls               | Votes nuls               | Votes nuls               | Votes nuls               | 120          | 1,79         | 269         | 3,92        |
| Total                    | Total                    | Total                    | Total                    | 6 695        | 100          | 6 869       | 100         |
| Abstention               | Abstention               | Abstention               | Abstention               | 7 699        | 53,49        | 7 523       | 52,27       |
| Inscrits / participation | Inscrits / participation | Inscrits / participation | Inscrits / participation | 14 394       | 46,51        | 14 392      | 47,73       |

### Canton du Lézignanais
| Candidats                | Candidats                | Partis                   | Nuance                   | Premier tour | Premier tour | Second tour | Second tour |
| Candidats                | Candidats                | Partis                   | Nuance                   | Voix         | %            | Voix        | %           |
| ------------------------ | ------------------------ | ------------------------ | ------------------------ | ------------ | ------------ | ----------- | ----------- |
|                          | Valérie Dumontet         | PS                       | UGE                      | 1 824        | 44,11        | 2 473       | 59,45       |
|                          | Sébastien Gasparini      | PCF                      | UGE                      | 1 824        | 44,11        | 2 473       | 59,45       |
|                          | Jocelyne Boucly          | RN                       | RN                       | 1 260        | 30,47        | 1 687       | 40,55       |
|                          | Jean-Michel Dzouz        | RN                       | RN                       | 1 260        | 30,47        | 1 687       | 40,55       |
|                          | Christine Benet          | DVD                      | DVD                      | 1 051        | 25,42        |             |             |
|                          | Jean-Pierre Biard        | DVD                      | DVD                      | 1 051        | 25,42        |             |             |
|                          |                          |                          |                          |              |              |             |             |
| Suffrages exprimés       | Suffrages exprimés       | Suffrages exprimés       | Suffrages exprimés       | 4 135        | 94,15        | 4 160       | 92,32       |
| Votes blancs             | Votes blancs             | Votes blancs             | Votes blancs             | 125          | 2,85         | 168         | 3,73        |
| Votes nuls               | Votes nuls               | Votes nuls               | Votes nuls               | 132          | 3,01         | 178         | 3,95        |
| Total                    | Total                    | Total                    | Total                    | 4 392        | 100          | 4 506       | 100         |
| Abstention               | Abstention               | Abstention               | Abstention               | 7 131        | 61,88        | 7 020       | 60,91       |
| Inscrits / participation | Inscrits / participation | Inscrits / participation | Inscrits / participation | 11 523       | 38,12        | 11 526      | 39,09       |

### Canton de la Malepère à la Montagne Noire
| Candidats                | Candidats                       | Partis                   | Nuance                   | Premier tour | Premier tour | Second tour | Second tour |
| Candidats                | Candidats                       | Partis                   | Nuance                   | Voix         | %            | Voix        | %           |
| ------------------------ | ------------------------------- | ------------------------ | ------------------------ | ------------ | ------------ | ----------- | ----------- |
|                          | Chloé Danillon                  | PS                       | UGE                      | 2 357        | 41,07        | 3 087       | 50,87       |
|                          | Paul Griffe                     | PS                       | UGE                      | 2 357        | 41,07        | 3 087       | 50,87       |
|                          | Philippe Fau                    | DVD                      | DVC                      | 2 034        | 35,44        | 2 982       | 49,13       |
|                          | Caroline Hermet                 | DVD                      | DVC                      | 2 034        | 35,44        | 2 982       | 49,13       |
|                          | Olivier de Buchère de L'Épinois | RN                       | RN                       | 1 348        | 23,49        |             |             |
|                          | Geneviève Salvisberg            | RN                       | RN                       | 1 348        | 23,49        |             |             |
|                          |                                 |                          |                          |              |              |             |             |
| Suffrages exprimés       | Suffrages exprimés              | Suffrages exprimés       | Suffrages exprimés       | 5 739        | 94,19        | 6 069       | 91,97       |
| Votes blancs             | Votes blancs                    | Votes blancs             | Votes blancs             | 225          | 3,69         | 305         | 4,62        |
| Votes nuls               | Votes nuls                      | Votes nuls               | Votes nuls               | 129          | 2,12         | 225         | 3,41        |
| Total                    | Total                           | Total                    | Total                    | 6 093        | 100          | 6 599       | 100         |
| Abstention               | Abstention                      | Abstention               | Abstention               | 6 739        | 52,52        | 6 232       | 48,57       |
| Inscrits / participation | Inscrits / participation        | Inscrits / participation | Inscrits / participation | 12 832       | 47,48        | 12 831      | 51,43       |

### Canton de la Montagne d'Alaric
| Candidats                | Candidats                | Partis                   | Nuance                   | Premier tour | Premier tour |
| Candidats                | Candidats                | Partis                   | Nuance                   | Voix         | %            |
| ------------------------ | ------------------------ | ------------------------ | ------------------------ | ------------ | ------------ |
|                          | Caroline Cathala         | PS                       | UGE                      | 3 079        | 62,97        |
|                          | Philippe Rappeneau       | PS                       | UGE                      | 3 079        | 62,97        |
|                          | Christophe Barthès       | RN                       | RN                       | 1 811        | 37,03        |
|                          | Régine Pont              | RN                       | RN                       | 1 811        | 37,03        |
|                          |                          |                          |                          |              |              |
| Suffrages exprimés       | Suffrages exprimés       | Suffrages exprimés       | Suffrages exprimés       | 4 890        | 92,98        |
| Votes blancs             | Votes blancs             | Votes blancs             | Votes blancs             | 230          | 4,37         |
| Votes nuls               | Votes nuls               | Votes nuls               | Votes nuls               | 139          | 2,64         |
| Total                    | Total                    | Total                    | Total                    | 5 259        | 100          |
| Abstention               | Abstention               | Abstention               | Abstention               | 6 624        | 55,74        |
| Inscrits / participation | Inscrits / participation | Inscrits / participation | Inscrits / participation | 11 883       | 44,26        |

### Canton de Narbonne-1
| Candidats                | Candidats                 | Partis                   | Nuance                   | Premier tour | Premier tour | Second tour | Second tour |
| Candidats                | Candidats                 | Partis                   | Nuance                   | Voix         | %            | Voix        | %           |
| ------------------------ | ------------------------- | ------------------------ | ------------------------ | ------------ | ------------ | ----------- | ----------- |
|                          | Francis Morlon            | EÉLV                     | UGE                      | 1 985        | 39,82        | 3 079       | 58,89       |
|                          | Magali Vergnes            | PS                       | UGE                      | 1 985        | 39,82        | 3 079       | 58,89       |
|                          | Jean-François Daraud      | RN                       | RN                       | 1 691        | 33,92        | 2 149       | 41,11       |
|                          | Laura Mondie              | RN                       | RN                       | 1 691        | 33,92        | 2 149       | 41,11       |
|                          | Chérif Berkane            | DVC                      | DVC                      | 825          | 16,55        |             |             |
|                          | Laetitia Delteil          | DVC                      | DVC                      | 825          | 16,55        |             |             |
|                          | Marie-Christine Jardinier | DVD                      | DVD                      | 484          | 9,71         |             |             |
|                          | Michel Mazet              | DVD                      | DVD                      | 484          | 9,71         |             |             |
|                          |                           |                          |                          |              |              |             |             |
| Suffrages exprimés       | Suffrages exprimés        | Suffrages exprimés       | Suffrages exprimés       | 4 985        | 92,14        | 5 228       | 91,29       |
| Votes blancs             | Votes blancs              | Votes blancs             | Votes blancs             | 242          | 4,47         | 303         | 5,29        |
| Votes nuls               | Votes nuls                | Votes nuls               | Votes nuls               | 183          | 3,38         | 196         | 3,42        |
| Total                    | Total                     | Total                    | Total                    | 5 410        | 100          | 5 727       | 100         |
| Abstention               | Abstention                | Abstention               | Abstention               | 12 288       | 69,43        | 11 973      | 67,64       |
| Inscrits / participation | Inscrits / participation  | Inscrits / participation | Inscrits / participation | 17 698       | 30,57        | 17 700      | 32,36       |

### Canton de Narbonne-2
| Candidats                | Candidats                | Partis                   | Nuance                   | Premier tour | Premier tour | Second tour | Second tour |
| Candidats                | Candidats                | Partis                   | Nuance                   | Voix         | %            | Voix        | %           |
| ------------------------ | ------------------------ | ------------------------ | ------------------------ | ------------ | ------------ | ----------- | ----------- |
|                          | Jean-Luc Durand          | PRG                      | UGE                      | 1 766        | 36,72        | 3 152       | 62,58       |
|                          | Sandrine Sirvent         | EÉLV                     | UGE                      | 1 766        | 36,72        | 3 152       | 62,58       |
|                          | François Peter           | RN                       | RN                       | 1 364        | 28,36        | 1 885       | 37,42       |
|                          | Milanka Petrovic         | RN                       | RN                       | 1 364        | 28,36        | 1 885       | 37,42       |
|                          | Pierre Carbonel          | GE                       | ECO                      | 756          | 15,72        |             |             |
|                          | Sabine Flautre           | GE                       | ECO                      | 756          | 15,72        |             |             |
|                          | Vanessa Baldo            | DVC                      | DVC                      | 687          | 14,29        |             |             |
|                          | Victor Olivier           | DVC                      | DVC                      | 687          | 14,29        |             |             |
|                          | Martine Biasoli          | DLF                      | DSV                      | 236          | 4,91         |             |             |
|                          | Patrick Bickert          | DLF                      | DSV                      | 236          | 4,91         |             |             |
|                          |                          |                          |                          |              |              |             |             |
| Suffrages exprimés       | Suffrages exprimés       | Suffrages exprimés       | Suffrages exprimés       | 4 809        | 92,87        | 5 037       | 91,52       |
| Votes blancs             | Votes blancs             | Votes blancs             | Votes blancs             | 227          | 4,38         | 273         | 4,96        |
| Votes nuls               | Votes nuls               | Votes nuls               | Votes nuls               | 142          | 2,74         | 194         | 3,52        |
| Total                    | Total                    | Total                    | Total                    | 5 178        | 100          | 5 504       | 100         |
| Abstention               | Abstention               | Abstention               | Abstention               | 11 072       | 68,14        | 10 751      | 66,14       |
| Inscrits / participation | Inscrits / participation | Inscrits / participation | Inscrits / participation | 16 250       | 31,86        | 16 255      | 33,86       |

### Canton de Narbonne-3
| Candidats                | Candidats                 | Partis                   | Nuance                   | Premier tour | Premier tour | Second tour | Second tour |
| Candidats                | Candidats                 | Partis                   | Nuance                   | Voix         | %            | Voix        | %           |
| ------------------------ | ------------------------- | ------------------------ | ------------------------ | ------------ | ------------ | ----------- | ----------- |
|                          | Patrick François          | PS                       | UGE                      | 1 990        | 47,31        | 2 825       | 64,06       |
|                          | Hélène Sandragné          | PS                       | UGE                      | 1 990        | 47,31        | 2 825       | 64,06       |
|                          | Marie-Hélène Busquès      | RN                       | RN                       | 1 365        | 32,45        | 1 585       | 35,94       |
|                          | Charles-Sébastien Mercier | RN                       | RN                       | 1 365        | 32,45        | 1 585       | 35,94       |
|                          | Jean-Charles Barsanti     | DVD                      | DVD                      | 482          | 11,46        |             |             |
|                          | Gaëlle Pavan              | DVD                      | DVD                      | 482          | 11,46        |             |             |
|                          | Gaëlle Gomez              | SE                       | DIV                      | 369          | 8,77         |             |             |
|                          | Jordan Perello            | SE                       | DIV                      | 369          | 8,77         |             |             |
|                          |                           |                          |                          |              |              |             |             |
| Suffrages exprimés       | Suffrages exprimés        | Suffrages exprimés       | Suffrages exprimés       | 4 206        | 93,65        | 4 410       | 93,27       |
| Votes blancs             | Votes blancs              | Votes blancs             | Votes blancs             | 163          | 3,63         | 167         | 3,53        |
| Votes nuls               | Votes nuls                | Votes nuls               | Votes nuls               | 122          | 2,72         | 151         | 3,19        |
| Total                    | Total                     | Total                    | Total                    | 4 491        | 100          | 4 728       | 100         |
| Abstention               | Abstention                | Abstention               | Abstention               | 9 949        | 68,90        | 9 713       | 67,26       |
| Inscrits / participation | Inscrits / participation  | Inscrits / participation | Inscrits / participation | 14 440       | 31,10        | 14 441      | 32,74       |

### Canton de la Piège au Razès
| Candidats                | Candidats                | Partis                   | Nuance                   | Premier tour | Premier tour |
| Candidats                | Candidats                | Partis                   | Nuance                   | Voix         | %            |
| ------------------------ | ------------------------ | ------------------------ | ------------------------ | ------------ | ------------ |
|                          | Marie-Christine Bourrel  | PS                       | UGE                      | 4 662        | 70,51        |
|                          | André Viola              | PS                       | UGE                      | 4 662        | 70,51        |
|                          | Christelle de L’Épinois  | RN                       | RN                       | 1 950        | 29,49        |
|                          | Lionel Rondouin          | RN                       | RN                       | 1 950        | 29,49        |
|                          |                          |                          |                          |              |              |
| Suffrages exprimés       | Suffrages exprimés       | Suffrages exprimés       | Suffrages exprimés       | 6 612        | 93,26        |
| Votes blancs             | Votes blancs             | Votes blancs             | Votes blancs             | 290          | 4,09         |
| Votes nuls               | Votes nuls               | Votes nuls               | Votes nuls               | 188          | 2,65         |
| Total                    | Total                    | Total                    | Total                    | 7 090        | 100          |
| Abstention               | Abstention               | Abstention               | Abstention               | 7 772        | 52,29        |
| Inscrits / participation | Inscrits / participation | Inscrits / participation | Inscrits / participation | 14 862       | 47,71        |

### Canton de la Région-Limouxine
| Candidats                | Candidats                | Partis                   | Nuance                   | Premier tour | Premier tour | Second tour | Second tour |
| Candidats                | Candidats                | Partis                   | Nuance                   | Voix         | %            | Voix        | %           |
| ------------------------ | ------------------------ | ------------------------ | ------------------------ | ------------ | ------------ | ----------- | ----------- |
|                          | Pierre Durand            | PS                       | UGE                      | 3 241        | 56,49        | 3 894       | 65,66       |
|                          | Marie-Ange Larruy        | PCF                      | UGE                      | 3 241        | 56,49        | 3 894       | 65,66       |
|                          | Daphné Loopuyt           | RN                       | RN                       | 1 718        | 29,95        | 2 037       | 34,34       |
|                          | Julien Rancoule          | RN                       | RN                       | 1 718        | 29,95        | 2 037       | 34,34       |
|                          | Aurélie Bes              | LR                       | LR                       | 778          | 13,56        |             |             |
|                          | Frédéric Garrigue        | LR                       | LR                       | 778          | 13,56        |             |             |
|                          |                          |                          |                          |              |              |             |             |
| Suffrages exprimés       | Suffrages exprimés       | Suffrages exprimés       | Suffrages exprimés       | 5 737        | 92,83        | 5 931       | 91,51       |
| Votes blancs             | Votes blancs             | Votes blancs             | Votes blancs             | 240          | 3,88         | 284         | 4,38        |
| Votes nuls               | Votes nuls               | Votes nuls               | Votes nuls               | 203          | 3,28         | 266         | 4,10        |
| Total                    | Total                    | Total                    | Total                    | 6 180        | 100          | 6 481       | 100         |
| Abstention               | Abstention               | Abstention               | Abstention               | 7 186        | 53,76        | 6 868       | 51,45       |
| Inscrits / participation | Inscrits / participation | Inscrits / participation | Inscrits / participation | 13 366       | 46,24        | 13 349      | 48,55       |

### Canton du Sud-Minervois
| Candidats                | Candidats                | Partis                   | Nuance                   | Premier tour | Premier tour | Second tour | Second tour |
| Candidats                | Candidats                | Partis                   | Nuance                   | Voix         | %            | Voix        | %           |
| ------------------------ | ------------------------ | ------------------------ | ------------------------ | ------------ | ------------ | ----------- | ----------- |
|                          | Danielle Dura            | DVG                      | DVG                      | 3 255        | 47,63        | 4 611       | 68,62       |
|                          | Christian Lapalu         | DVG                      | DVG                      | 3 255        | 47,63        | 4 611       | 68,62       |
|                          | Jean-Louis Authier       | RN                       | RN                       | 1 815        | 26,56        | 2 109       | 31,38       |
|                          | Anne Maurel              | RN                       | RN                       | 1 815        | 26,56        | 2 109       | 31,38       |
|                          | Laurent Fabas            | EÉLV                     | UGE                      | 1 536        | 22,48        |             |             |
|                          | Dominique Godefroid      | PS                       | UGE                      | 1 536        | 22,48        |             |             |
|                          | Dominique Cadoret        | SE                       | DIV                      | 228          | 3,34         |             |             |
|                          | Sacha Denoy              | SE                       | DIV                      | 228          | 3,34         |             |             |
|                          |                          |                          |                          |              |              |             |             |
| Suffrages exprimés       | Suffrages exprimés       | Suffrages exprimés       | Suffrages exprimés       | 6 834        | 94,90        | 6 720       | 91,60       |
| Votes blancs             | Votes blancs             | Votes blancs             | Votes blancs             | 192          | 2,67         | 376         | 5,13        |
| Votes nuls               | Votes nuls               | Votes nuls               | Votes nuls               | 175          | 2,43         | 240         | 3,27        |
| Total                    | Total                    | Total                    | Total                    | 7 201        | 100          | 7 336       | 100         |
| Abstention               | Abstention               | Abstention               | Abstention               | 10 745       | 59,87        | 10 613      | 59,13       |
| Inscrits / participation | Inscrits / participation | Inscrits / participation | Inscrits / participation | 17 946       | 40,13        | 17 949      | 40,87       |

### Canton de la Vallée de l'Orbiel
| Candidats                | Candidats                           | Partis                   | Nuance                   | Premier tour | Premier tour |
| Candidats                | Candidats                           | Partis                   | Nuance                   | Voix         | %            |
| ------------------------ | ----------------------------------- | ------------------------ | ------------------------ | ------------ | ------------ |
|                          | Muriel Cherrier                     | PS                       | UGE                      | 3 290        | 67,25        |
|                          | Christian Raynaud                   | PS                       | UGE                      | 3 290        | 67,25        |
|                          | Sophie Bourrillon                   | RN                       | RN                       | 1 602        | 32,75        |
|                          | Jean-Marie de Faucher de la Ligerie | RN                       | RN                       | 1 602        | 32,75        |
|                          |                                     |                          |                          |              |              |
| Suffrages exprimés       | Suffrages exprimés                  | Suffrages exprimés       | Suffrages exprimés       | 4 892        | 93,48        |
| Votes blancs             | Votes blancs                        | Votes blancs             | Votes blancs             | 192          | 3,67         |
| Votes nuls               | Votes nuls                          | Votes nuls               | Votes nuls               | 149          | 2,85         |
| Total                    | Total                               | Total                    | Total                    | 5 233        | 100          |
| Abstention               | Abstention                          | Abstention               | Abstention               | 7 441        | 58,71        |
| Inscrits / participation | Inscrits / participation            | Inscrits / participation | Inscrits / participation | 12 674       | 41,29        |